# Polyommatus gigas
Polyommatus gigas är en fjärilsart som beskrevs av Lang 1884. Polyommatus gigas ingår i släktet Polyommatus och familjen juvelvingar. Inga underarter finns listade i Catalogue of Life.